# Fabian II. von Zehmen
Fabian II. von Zehmen (auch Czema, Czemen) (* 1540; † 1605) war Reichsfreiherr, Woiwode von Marienburg, Senator im Reichstag, polnischer Beamter sowie Verfechter des preußischen Heimatrechts in Preußen Königlichen Anteils unter der polnischen Krone.

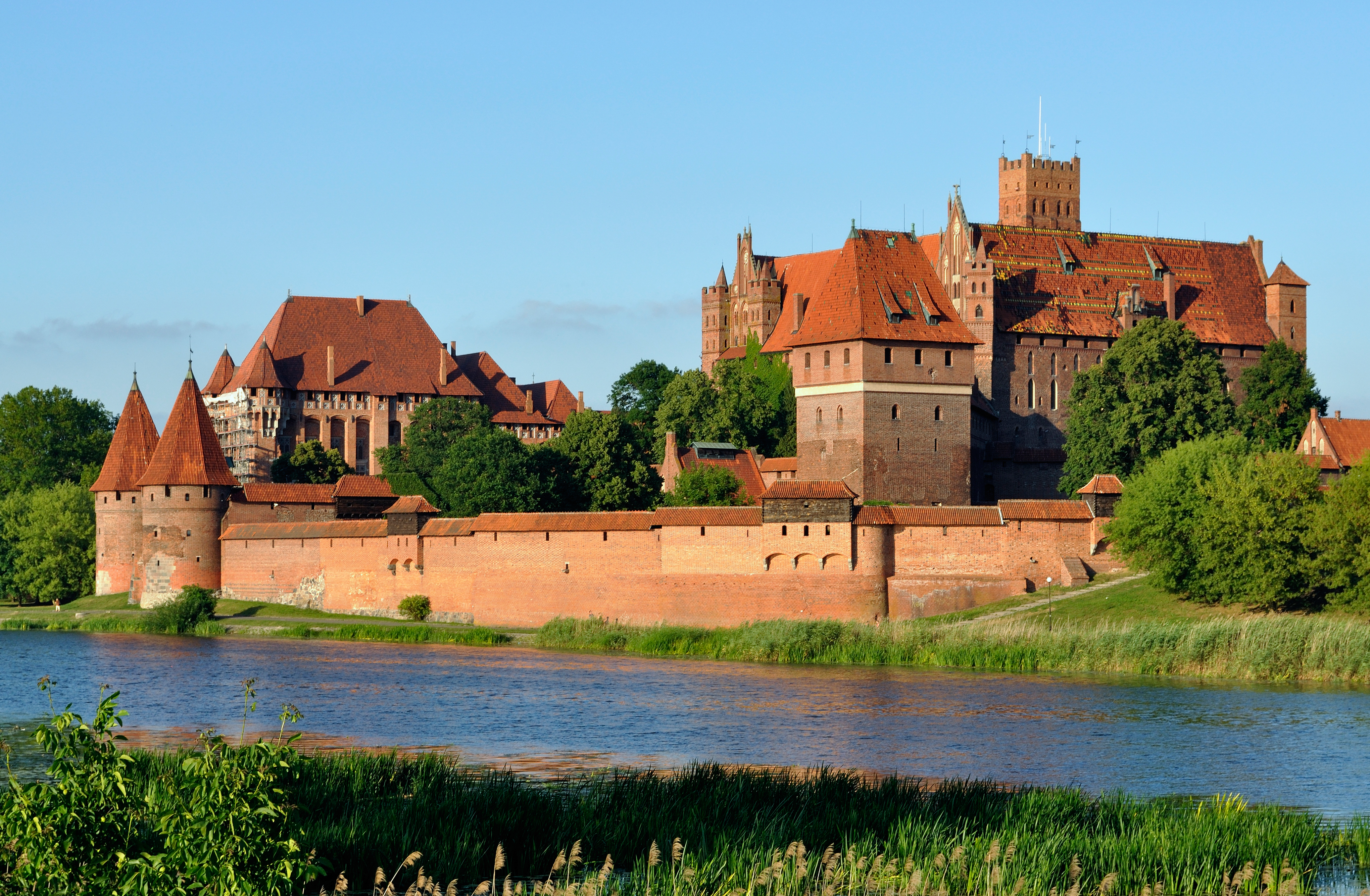
Die Marienburg

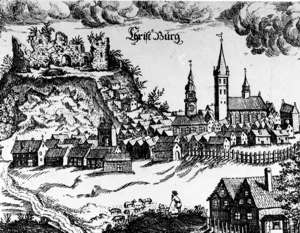
Christburg im Jahre 1684

## Leben und Wirken
Fabian II. von Zehmen studierte in Krakau und auf der Leucorea Universität zu Wittenberg, an der er am 16. Februar 1557 immatrikuliert wurde. Seine praktische Ausbildung erhielt er am Hofe von Kaiser Ferdinand I. und Maximilian II. 1565 wurde er Hauptmann/Starost von Stuhm. Christburg sprach das Königreich Polen den Zehmen Brüdern (Christoph, Fabian II. und Achaz II.) ab, die es aber im Dezember 1572 stürmten. Dieses Vorgehen erregte ungeheures Aufsehen in Warschau. Der preußische Landtag setzte sich für Zehmens ein und im April 1573 erfolgte ein Vergleich mit den polnischen Edelleuten. 1578 wurde er in die Kommission gewählt, welche zur Revision des Kulmischen Rechts bestimmt worden war. Als sein Onkel Fabian I. von Zehmen 1580 verstarb, wurde er statt seiner 1581 Woiwode von Marienburg. Des Weiteren erhielt er die Senator Würde im Reichstag und setzte sich für die Evangelische Lehre sowie die Verteidigung der evangelischen Kirchen- und Schulgebäude ein. Fabian II. von Zehmen starb am 22. August 1605 und wurde im lutherischen Dom zu Marienwerder begraben. Sein Leichenstein in der südlichen Wand in der Nähe des Altars ist noch zu sehen, jedoch mit kaum noch erkennbarer Schrift und Wappen.

## Familie
Fabian II. stammt aus dem meißnisch-sächsischen Geschlecht der von Zehmen mit dem gleichnamigen Stammhaus Zehmen bei Leipzig. Seine Eltern waren Achatius von Zehmen und Helene von Merklichenrade. Er hatte acht Geschwister: Christoph, Achaz II. von Zehmen (Woiwode von Pommerellen), Catherine (verheiratet mit Peter Burggraf zu Dohna), Anna (verh. Stange), Helene (verh. von Kronopat), Barbara (verh. mit von Clement), Justine (verh. von Borcke) und Euphrosyne (verh. von Pröck). Fabian II. von Zehmen war verheiratet mit Katharina von Renglin-Piefinska, mit der er zwei Kinder hatte: Fabian III. und Katharine (verh. 1604 mit Graf Nicolaus Ostroróg, Kastellan, in zweiter Ehe nach 1607 verh. mit dem Kastellan von Livland, Johann von Farensbach).

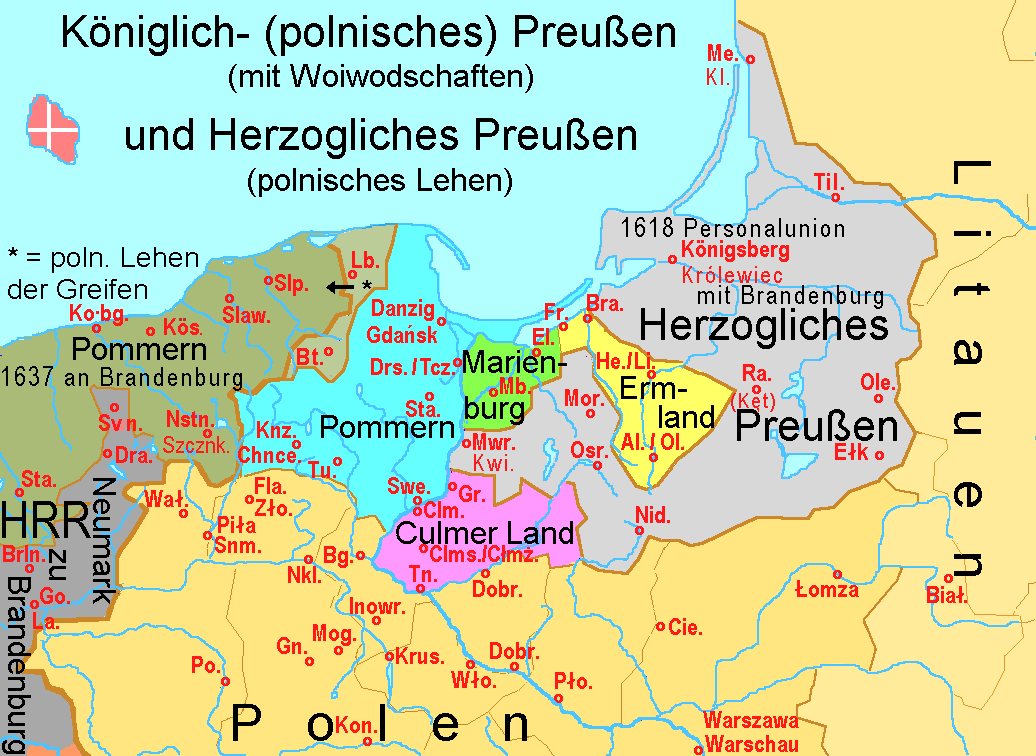
Hellgrau: Herzoglich Preußen
Farbig: Königlich-Preußen mit seinen Wojewodschaften in Personalunion mit dem Königreich Polen und Litauen